# Rubén Valenzuela
Rubén Adrián Valenzuela Soto (Santiago, 16 de febrero de 1947-Santiago, 1 de julio de 2017) fue un periodista chileno, que estudió teatro en la Universidad del Norte. Inició su carrera profesional en la Radio Prat, integrándose posteriormente a la Radio Magallanes.

## Biografía
El 11 de septiembre de 1973, Valenzuela se encontraba en las dependencias de esa emisora, donde se desempeñaba como reportero de La Moneda, cuando, a las 9:10 AM, se comunicó telefónicamente con el presidente Salvador Allende, quien pronunció su último discurso. La alocución fue registrada en una cinta que Valenzuela guardaba cuando fue baleado en la Alameda, en esa misma jornada.
Se integró a mediados de la década de 1970 como periodista del periódico La Tercera de la Hora. Era descrito como "el reportero estrella del diario más popular de Chile". Inspirado en el nuevo periodismo, publicó artículos personificándose, por ejemplo, como un mendigo. Entre diciembre de 1980 y enero de 1981 publicó en ese rotativo el reportaje "La cárcel por dentro", posteriormente editado como libro en Chile y España, en que describe su paso por la Cárcel Pública de Santiago durante una semana, haciéndose pasar por otra persona. Durante el tiempo que fue editado el reportaje, La Tercera de la Hora registró la cifra de circulación más alta de la prensa nacional, llegando a vender 800 mil ejemplares.
Exiliado por la dictadura militar chilena, tras presenciar el fusilamiento de dos agentes de la Central Nacional de Informaciones (CNI), se asentó en Cataluña, España, donde residió entre 1982 y la década de 2010. Escribió en la revista Interviú y El Periódico de Cataluña. Permaneció como corresponsal de La Tercera en España. Además, editó un periódico cultural y publicó dos novelas, una de ellas denominada "Relatos de El Mesón del Café". En 1996 buscaba editar una sobre el caso del Chacal de Nahueltoro.
Tras regresar a Chile, murió a los 70 años de edad a causa de un cáncer linfático, el 1 de julio de 2017.

## Obras
- "En corral ajeno" (2013)
- "La cárcel por dentro" (2014)